# Testemunho cristão

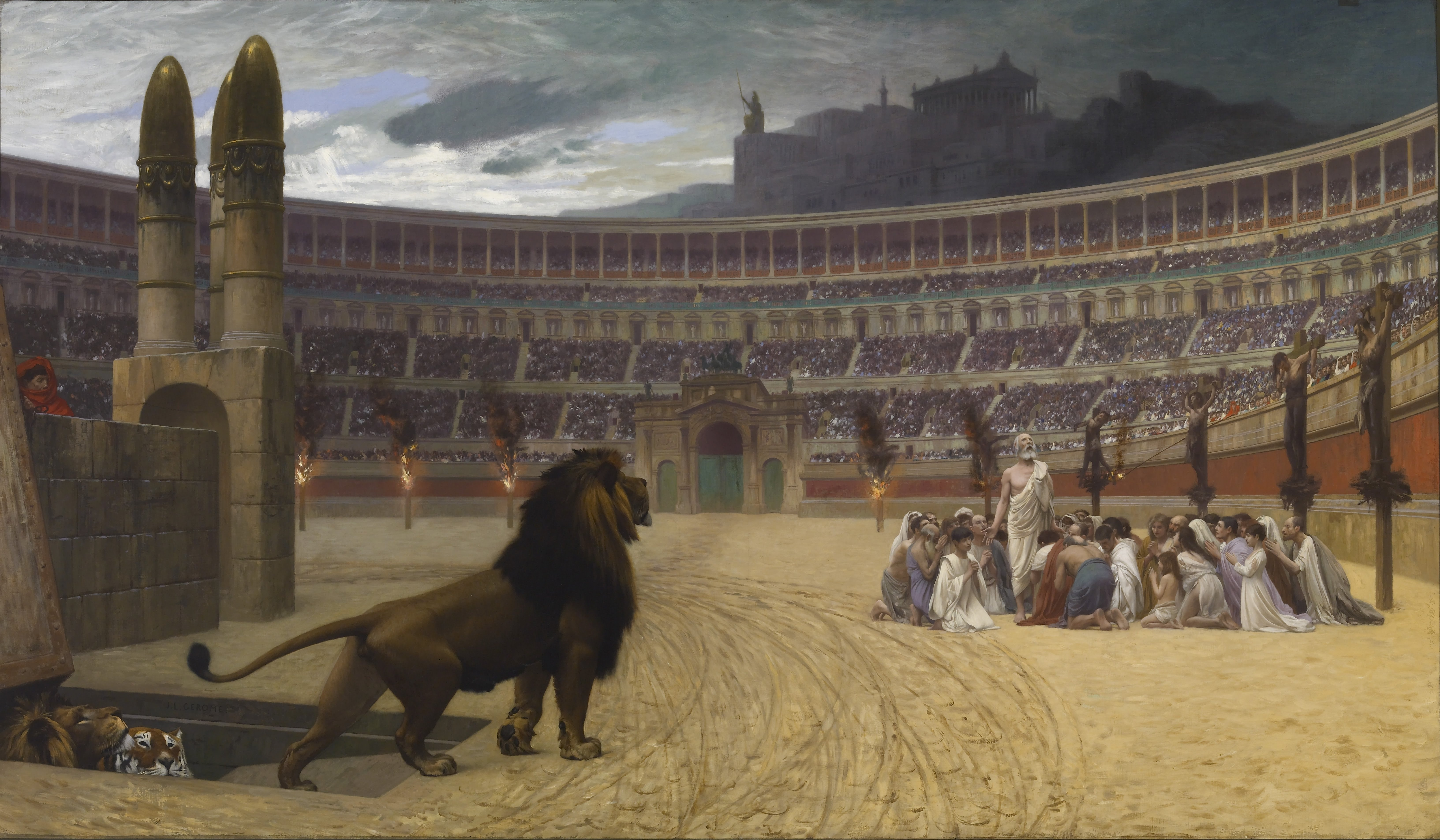
A Última Oração dos Mártires Cristãos, por Jean-Léon Gérôme (1883) - Tela retrata, com miscelânea ainda que destoantes da arena descrita, como forma de dramatizar o martírio de cristãos nas arenas da antiga Roma.

Testemunho cristão é o relato histórico da vida na igreja primitiva, que equivalia a martírio pela fé. Com exceção de  São João, que foi exilado em Patmos, e lá escreveu Apocalipse, todos os apóstolos foram martirizados em morte violenta pelo nome de Cristo Jesus.
O testemunho apostólico consistiu em relatar o que ocularmente presenciaram, o que padeceram por não negarem a fé no nome do seu Mestre Jesus; pregar e dar continuidade por intermédio do Evangelho, relatando acontecimentos na vida terrena de Jesus; cumprir o ide recomendado por Jesus à toda criatura. 
Hoje, em alguns lugares do mundo, cristãos sofrem, ainda, martírio por não negar a fé, ou por tentar professar sua fé. Já nos países onde há a liberdade de culto, o martírio cristão equivale ao mandamento de "negar a si mesmo" e "tomar sua cruz", significando o auto martírio da vontade pessoal, para imperar a vontade da Palavra. Morre o velho homem, para um "nascer de novo".
O testemunho cristão, apresentado também em relatos de vivência trilhado por determinado preletor, consiste em apresentar sua vida antes da conversão e os novos rumos que tomaram seu caminhar, um relato de cura, uma experiência que leva a um enriquecimento espiritual, o que levou à conversão para o novo caminho.
Na pregação do cristianismo primitivo, no testemunho cristão, surgiu o Novo Testamento, onde alguns dos patriarcas da Igreja cristã apresentam os primeiros setenta anos de vida do cristianismo.

## Etimologia
Na Antiguidade pré-clássica e mesmo em Roma, juramentos solenes eram feitos levando a mão direita aos testículos. Havia uma relação entre os vocábulos testículo e testemunha. Os testículos seriam tomados por testemunhas do ato sexual e da virilidade. A palavra latina para testemunha era testis. Testemunha seria a terceira pessoa que poderia descrever os fatos, de forma imparcial, que testemunharia acordo. Skiner confirma esta hipótese quando ensina que um romano sem testículo não seria aceito como testemunha. Estas explicações se fundamentam na informação de que “testis” deriva de “tristis”, que é formado por “tres” (três)  mais “stare” (ficar de pé) 

### Testis
A palavra , «testemunha» provém do latim testis (no português antigo, «teste» que teria nos chegado do latim através do inglês, para o que “atesta algo”), que por sua vez procede da raiz indo-europeia tris-, a que pertence também, por exemplo, a palavra inglesa "tree". Da mesma palavra latina testis provém o vocábulo «testículo»,  “glândula reprodutora masculina” — o órgão que atesta a virilidade de um homem. Segundo o professor Joffre Rezende “a associação semântica da glândula sexual masculina com o ato de testemunhar tem sido admitida por todos os filólogos e pesquisadores”.

### Testemoniare
Segundo José Pedro Machado em seu Dicionário Etimológico da Língua Portuguesa, testemunhar teria origem no latim "testemoniare", que por sua vez é derivado de "testemoniu-", «testemunho, depoimento», e testículo viria do latim "testiculu-", «testículo; orquídea, planta».
Conforme Benveniste, em sânscrito vettar, significa "o que vê", indicando "sentido" de testemunha. Enquanto em língua gótica, "weitwops", "é aquele que sabe por ter visto".  Ainda segundo Benveniste, "o grego ístor, entra na mesma série e o valor próprio desta raiz". O professor Seligmann explica se tratar da raiz "*wid-", e o professor Josué Pereira da Silva faz a devida ligação com o irlandês fiadu (<*weidon), testemunha, além de esclarece que "ístor" é a palavra de "onde deriva o termo história".

### Testemunho de casamento consumado
Em A Vida Íntima das Palavras – Origens e Curiosidades da Língua Portuguesa, de Dionísio da Silva, nos ensina que «Do latim testículo, pequena testemunha. O ato de nascer, entre os romanos, era presenciado por testemunhas. … Por tais motivos, passou a designar os órgãos sexuais masculinos situados sob o pênis.»  O Dicionário Morfológico da Língua Portuguesa apresenta uma definição assemelhada, afirmando que testis eram "os que testemunhavam a cópula dos recém-casados para atestar o casamento consumado".
Antenor Nascentes afirma que as pequenas testemunhas, os testículos, "não tomam parte ativa no ato da cópula: apenas a testemunham".

### Relação com livro de Gênesis
Segundo Joffre M de Rezende, “testículo provém do latim testiculus, i, diminutivo de testis, is, cujo plural é testes, ium”. Quanto às interpretações o professor Joffre aponta para o livro de Gênesis 24:2-3: Abraão, tendo sido abençoado pelo SENHOR em tudo, mas muito velho, fez seu servo jurar que traria uma mulher da sua parentela para que casasse com seu filho Isaac.

E disse Abraão ao seu servo, o mais velho da casa, que tinha o governo sobre tudo o que possuía: Põe agora a tua mão debaixo da minha coxa, para que eu te faça jurar pelo SENHOR Deus dos céus e Deus da terra... (Gênesis 24:2-3)

Apesar da forma suis generis o qual Abraão faz seu servo jurar, o Dicionário de Bíblia de J Davis apresenta que isto apontava a apelação do patriarca que tanto desejava que saísse descendência “de seus lombos”, e que seria lembrado pelo servo na posteridade, que invocava uma possível promessa de vingança na violação do que fora prometido, e o comentário na Bíblia de Jerusalém afirma que o “contato com as partes vitais” era uma forma de “tornar o juramento inquebrável”.

### Supérstite
Nos trás mais luz para a inteira compreensão do significado de testemunha as explicações do mestre em História, filósofo espanhol, professor de pós-graduação da Unisinos, Castor Bartolomé Ruiz, a respeito de testemunha: “Sua relação com o acontecimento da violência lhe confere uma potencialidade política singular. A testemunha retém a memória direta da barbárie; ela contém a possibilidade de desarmar o pretenso naturalismo da biopolítica”.
Citando Agamben, que inicia seu livro com uma reflexão sobre a testemunha e a relação com os campos de extermínio nazistas, o professor Castor nos esclarece que as testemunhas “foram injustiçadas uma primeira vez quando sofreram a violência do Estado. Agora, pelas políticas de esquecimento, pretende-se cometer uma segunda injustiça, anulando-se seus rostos da história. No anverso do esquecimento da barbárie resiste a testemunha”. Resumindo, o testemunho é o que nos faz resistir à barbárie do esquecimento, resistir ao apagar da história e complementa: “A testemunha retém a memória direta da barbárie; ela contém a possibilidade de desarmar o pretenso naturalismo da biopolítica. Sua experiência direta do sofrimento outorga-lhe uma perspectiva histórica que lhe permite narrar em primeira pessoa as consequências perversas da violência.”
O professor Castor agora nos acrescenta o conhecimento que do latim, além do termo “testis”, dele também temos o termo “supertestis”.  Ver nota   Enquanto “testis” etimologicamente significa o terceiro (latim terstis) que se coloca no lugar do testemunho, “testemunha externa (testis) narra fatos acontecidos fora de si como espetáculo objetivo ao que assistiu. Seu testemunho exibe a objetividade da distância como prova de seu testemunho. Ela se distancia para ser objetiva, e a objetividade distante é aferida pelo Direito como um elemento comprovante da verdade de seu testemunho”. Já o termo superstes  “indica a pessoa que viveu em si mesma o evento do qual é testemunha. O superstes  é a testemunha implicada no acontecimento”. Cita a obra de Agamben “a respeito dos campos de extermínio nazista”, e explica que o termo supertestis relaciona-se com o “tipo de testemunha que se conecta com todos aqueles que sofreram a repressão, violência e tortura em si mesmos”, não estando “distante do fato nem a distância é prova de objetividade do testemunho” sendo seu testemunho “singular, único, porque não tem distância da violência: ele é produto da violência. Ela se torna testemunha enquanto condição produzida pela violência. Pode testemunhar porque foi violentada. A violência a empurrou a tal condição e lhe conferiu uma relação singular com o próprio fato violento. Só a testemunha violentada poderá dar um testemunho desde essa posição”.
Superstes  (testemunha direta), segundo Castor “tem um outro estatuto epistemológico”, porque “seu testemunho não tem o valor objetivo dos fatos empíricos, mas a potência histórica da significação desses fatos. … Os testemunhos das vítimas não se limitam a narrar o acontecido de forma abstrata. … ao ponto de se tornar um prolongamento do fato acontecido. O acontecimento da violência não se apaga no fato passado: ele repercute na vida dos que foram suas vítimas. … Quando é negada a possibilidade de ser da testemunha, a violência impõe seu sentido mais brutal”.
O professor Márcio Seligmann-Silva, citando Benveniste descreve superstes como "testemunha ao mesmo tempo sobrevivente" enquanto testis "assiste como um "terceiro" (terstis) a um caso em que dois personagens estão envolvidos, e essa concepção remonta ao período indo-europeu comum" e salienta que Benveniste "não toca na proximidade e contaminação semântica" entre testemunho e testículo.

### Grego

#### Grego clássico
Já para o contexto do presente arquivo sobre o testemunho dos cristãos primitivos, em grego clássico, não havia tal homonímia. Tendo antecedido ao latim, "testemunha" denominava-se "mártir", já para testículos a palavra eram órkhis. Contudo Joffre assinala “a semelhança existente entre as palavras gregas órkhis testículo, e órkos, juramento”. Ainda que seja sabido da distância e relação linguística, visto que a origem de testis, no latim, vem do osco, uma língua anterior ao latim, que era falada na península itálica, o professor emérito da faculdade de medicina da Universidade Federal de Goiás, Joffre Rezende, faz, adequadamente, a curiosa relação com os termos médicos orquite, orquidectomia e orquiorrafia, derivados de órkhis, e lembra, tomando por referência Celsus, que «testiculus, i», é usado desde o século I, e não testis. Sendo Joffre professor de medicina, esclarece que o termo testículo também era usado para as gônadas femininas até 1480, quando foi descoberto por De Gradi os ovários femininos.
O professor Joffre na sua excelente explicação, ainda que faça o distanciamento linguístico, conclui:

“Qualquer que seja a interpretação que se queira dar, parece evidente que a presença da mesma raiz nas palavras que designam testemunha e testículo não se deu por acaso.”

#### Mártyr
Do grego "μάρτυς" (testemunha) tem a pronúncia (máartez) bem parecida com o português (transliterando - mártys). Já do grego μάρτυρ- a transliteração seria mártyr-
O dicionário Michaelis define mártir como pessoa que sofreu tormentos ou a morte, pela fé cristã ou pessoa que sofre por sustentar as suas crenças ou as suas opiniões.
Explicam alguns estudiosos que o significado que se pode extrair do texto bíblico (sereis minha testemunhas - mártys) seria originalmente que seus apóstolos, nas palavras de Jesus, morreriam defendendo a fé, seriam mártires, pela propagação do Novo Testamento.
A Paixão de Cristo, como está narrado, seu gênero e seu estilo, é enumerado como martírio, por alguns autores. Vários estudiosos também concluíram que o apóstolo Paulo compreendia a morte de Jesus como um martírio. E não somente Paulo, mas os cristãos primitivos entenderam a morte de Jesus como um martírio. Visto que Jesus morrera por defender o testemunho que declarava receber do Pai.

E, levantando-se o sumo sacerdote no Sinédrio, perguntou a Jesus, dizendo: Nada respondes? Que testificam estes contra ti? Mas ele calou-se, e nada respondeu. O sumo sacerdote lhe tornou a perguntar, e disse-lhe: És tu o Cristo, Filho do Deus Bendito? E Jesus disse-lhe: Eu o sou, e vereis o Filho do homem assentado à direita do poder de Deus, e vindo sobre as nuvens do céu. E o sumo sacerdote, rasgando as suas vestes, disse: Para que necessitamos de mais testemunhas? Vós ouvistes a blasfêmia; que vos parece? E todos o consideraram culpado de morte. E alguns começaram a cuspir nele, e a cobrir-lhe o rosto, e a dar-lhe punhadas, e a dizer-lhe: Profetiza. E os servidores davam-lhe bofetadas. (Marcos 14:60–65)

Martyr também está no dicionário da igreja cristã como um "batismo de sangue", e demonstrava a dimensão da fé daquele que disposto estaria a morrer pelo seu Salvador.

##### Sereis as minhas testemunhas
O texto bíblico de Atos 1:8 referia a multiplicar o evangelho dado por Jesus, que promete um revestimento de poder (Batismo com o Espírito Santo) e depois disto seus discípulos proclamariam até os confins da terra seu evangelho, seriam suas testemunhas.
A palavra deixaria de ter o significado puro e simples de testemunha, passando a significar, também, martírio pelo testemunho, segundo os Batistas Independentes:

Jesus não estava pensando em estimular os discípulos a contarem uns para os outros, em santa competição, todas as bênçãos recebidas. Eles precisavam de poder porque a atividade de ser testemunha é muito perigosa e oferece muitos riscos àqueles que desejam cumprir o mandamento. Inicialmente o conceito de ser testemunha tinha, tanto no grego como no hebraico, apenas o sentido de alguém que conta o que viu de forma que aquilo possa servir como evidência ou prova de um fato em juízo. Entretanto, devido ao fato do testemunho cristão ao longo do tempo ter resultado na maioria das vezes em prisões e açoites (Mateus 10:18; Marcos 13:9), exílio ou morte (Atos 22:20; Apocalipse 1:9; Apocalipse 2:13; Apocalipse 17:6), a palavra começou a ter o sentido de mártir.

##### Apocalipse
As revelações escritas por João, dão indícios da relação entre "testemunho" e "martírio". Em grego do textus receptus “μαρτυσιν”, em grego moderno “μαρτυρας”, a palavra é “testemunhas” referindo-se a um futuro da igreja, afirma que duas testemunhas profetizarão por mil duzentos e sessenta dias, entretanto, após acabarem o seu “testemunho” (μαρτυριαν), a besta os matará (θανατωσει) e exporá seus corpos mortos ao vitupério por três dias e meio.
O ideal escatológico de martírio pode ser extraído das palavras de Paulo: "para mim o viver é Cristo, o morrer é lucro"

##### Primeiro mártir cristão

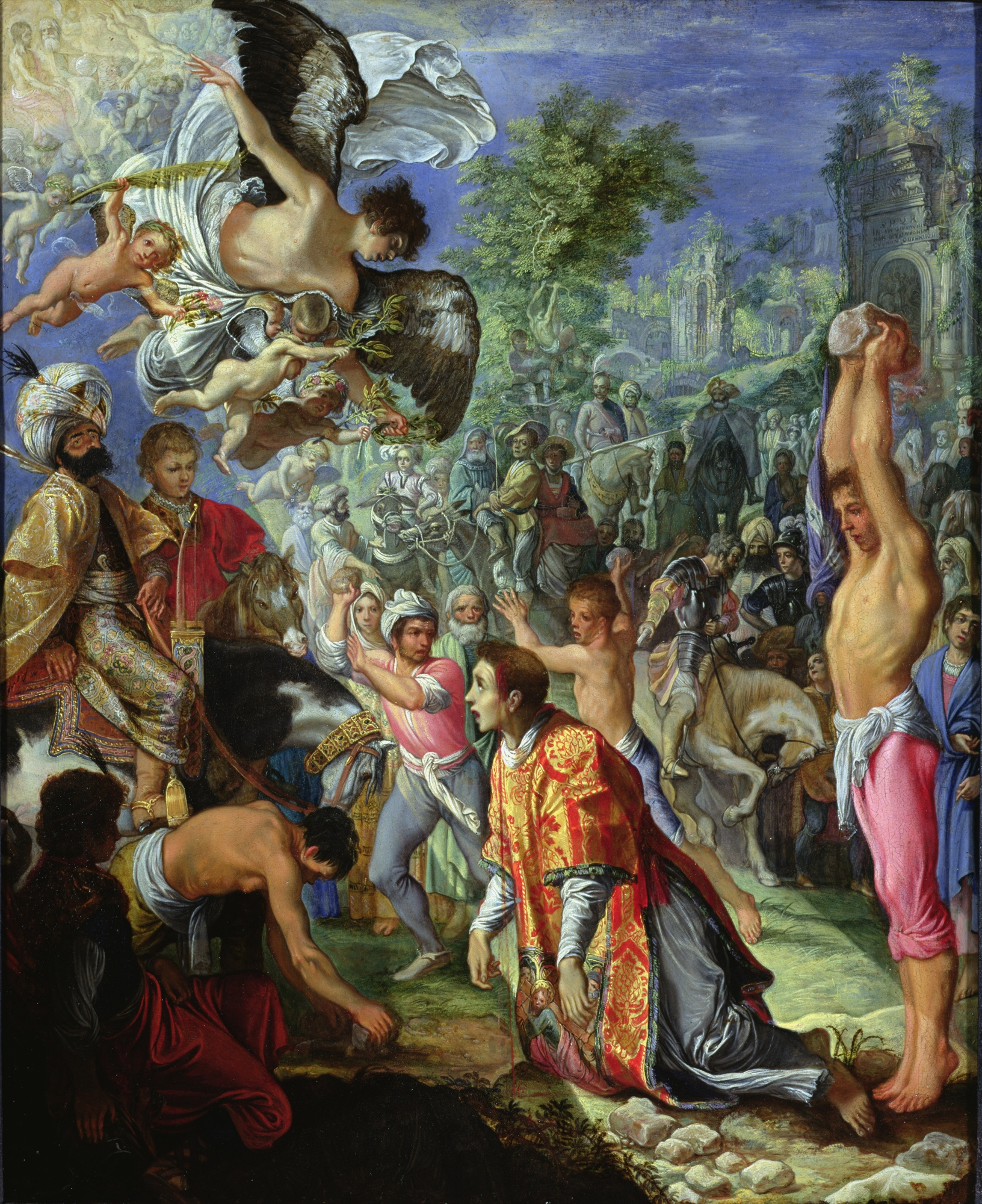
“O Apedrejamento de Santo Estevão”, por Adam Elsheimer – Galeria Nacional da Escócia.

O primeiro mártir cristão foi Estevão, ordenado pelos doze Apóstolos, um dos sete primeiros diáconos da igreja cristã. (Atos 6) Foi apedrejado até a morte, e antes de fechar os olhos vira Jesus assentado à direita de Deus Pai. (Atos 7) Considerado santo por diversas denominações cristãs, teria sido morto na presença de Saulo, de Tarso, que teria segurado as capas dos apedrejadores. (Atos 8:1) Segundo a tradição cristã oriental é considerado um dos setenta e dois apóstolos (sinaxe dos setenta e dois apóstolos), na tradição ocidental é considerado "discípulo".

##### Martírio de apóstolos e discípulos noséculo I
- Estevão (protomártir) foi apedrejado até a morte, por volta do ano 35.
- Tiago, filho de Zebedeu, irmão do apóstolo João, foi decapitado por volta do ano 44.[56]
- Apóstolo Filipe "foi enforcado de encontro a um pilar em Hierápolis".[56]
- Autor do Evangelho segundo Mateus teria morrido à espada,[56] segundo a Igreja Católica e a Igreja Ortodoxa. Entretanto Clemente de Alexandria nega tal ocorrido em Heracleon (Strom., IV.9).[57]
- Tiago, o Justo, no período do procurador Alvino, sucessor de Festo, foi atirado do cimo do templo, pelos fariseus, como não morreu com a queda, foi apedrejado, e depois esmag[ado] seu crânio com um bastão de pisoeiro.[58]
- Santo André foi crucificado em uma cruz "X" sem contudo ser "pregado", para prolongar o sofrimento.[56] “Crucificação de Santo André”, obra em óleo sobre madeira de 1470 por autor desconhecido – Galeira Belvedere, Museu de Arte Medieval em Laranjal, Viena.

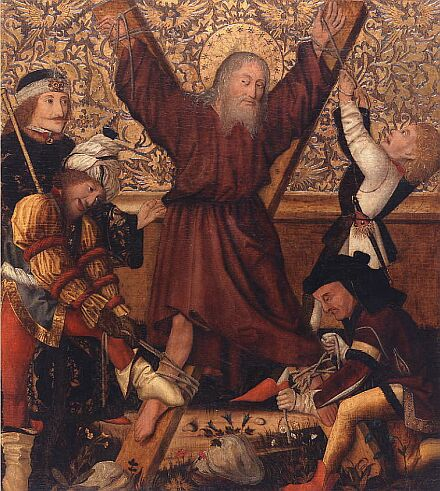
“Crucificação de Santo André”, obra em óleo sobre madeira de 1470 por autor desconhecido – Galeira Belvedere, Museu de Arte Medieval em Laranjal, Viena.

- O autor do Evangelho segundo Marcos teria sido espancado até a morte.
- Simão Pedro, teria sido crucificado de cabeça para baixo.
- Simão Zelote, cogita-se que tenha morrido com o extermínio dos zelotes por Roma em 70 d.C., por crucificação.
- Paulo, apóstolo, teria sido decapitado em Roma.[56]
- Judas, apóstolo, teria sido crucificado.
- Apóstolo Bartolomeu "foi esfolado vivo e crucificado de cabeça para baixo. Outros dizem que teria sido golpeado até a morte".[56]
- Apóstolo Tomé: o seu "martírio se deu por ordem do rei de Milapura, na cidade indiana de Madras, no ano 53 da era cristã".[56] Exploradores portugueses no século XVI, perquirindo nativos apontam que ali sacerdotes brâmanes, ou o rei indiano Mizdi, como responsáveis pela morte de Tomé (neste local Tomé era conhecido por Antenodur) por dardos ou por lanças. Este registro é sustentado pelo missionário Diogo Couto.[59] "A versão do caso, contada por Dorman Newman em 1685" também retrata um "complô dos sacerdotes brâmanes".[60][61]
- O autor do Evangelho segundo Lucas teria sido enforcado.
- João, apóstolo, segundo a tradição católica, teria sido jogado em um caldeirão de óleo fervente, mas sobreviveu.[56]
- Apóstolo Matias, o 13° apóstolo, teria sido martirizado na Etiópia.[56]

## Apóstolos
As primeiras testemunhas cristãs foram discípulos pescadores, que posteriormente se tornariam apóstolos. O ministério de Jesus fora sempre acompanhado por discípulos, exceto quando ele se recolhia para orar. 

Marcos narra, sem a menor preocupação de verossimilhança cronológica e psicológica, o chamamento de quatro pecadores para seguir a Jesus (1,16-29). A seguir, o Mestre anda sempre acompanhado pelos discípulos, exceto quando os manda pregar (6,7-30). Só no momento da paixão, depois da fuga deles, é que fica só. Mas o livro não termina sem ter anunciado por duas vezes o reagrupamento na Galileia em volta do Cristo ressurgido (14,28; 16,7).

Os apóstolos, escolhido por Jesus em número de doze foram as testemunhas que deixaram pai, mãe e familiares pela experiência pessoal de seguir ao Mestre Jesus, a quem criam ser o Cristo.
O professor Aramis C. de Barros, a respeito da "Sucessão Apostólica", defende que para comunidades menores, ou com menos registros históricos, há a "necessidade de se comprovar a origem apostólica de algumas congregações primitivas", para evitar especulações e manipulações em torno de tradições não verificáveis. De Barros explica que as "Sucessão Apostólica" foi um "dispositivo teológico" devido a ameaça do gnosticismo, e tendo em vista que algumas "comunidades cristãs como as de Roma, Éfeso, Antioquia e Corinto" tinham "registros episcopais, os quais documentavam a ligação do presente com seu passado apostólico", isto era, nestes casos, um dispositivo saudável e facilmente verificável.

### Testemunhos a respeito de Tiago Maior
O texto do Evangelho de Jesus, segundo escreveu Marcos, nos traz um relato interessante e elucidativo a respeito do batismo ao qual os apóstolos haveriam de passar: Jesus falava para os doze das coisas que deveriam sobrevir, e dizia que o Filho do homem seria entregue aos príncipes dos sacerdotes, e aos escribas, e o condenar[iam] à morte, e o entregar[iam] aos gentios, que o escarneceriam, açoitariam, cuspiriam nele e o matariam, contudo que ao terceiro dia o Filho do homem ressuscitaria. Após tais revelações, Tiago e João, filhos de Jebedeu fazem um pedido inusitado: Concede-nos que na tua glória nos assentemos, um à tua direita, e outro à tua esquerda. Jesus esclarece que sequer eles estavam sabendo o que pediam e pergunta-lhes: Podeis vós beber o cálice que eu bebo, e ser batizados com o batismo com que eu sou batizado? Eles respondem: Podemos. Para a sorte, ou azar, de Tiago, Jesus vaticinou o batismo pelo qual iriam passar:

Em verdade, vós bebereis o cálice que eu beber, e sereis batizados com o batismo com que eu sou batizado;

É explicando sobre o beber o mesmo cálice que Aramis C. de Barros inicia a explicação sobre o primeiro apóstolo a ser martirizado. Explica ele que "beber do mesmo cálice", na tradição significava provar do mesmo destino, e Tiago saberia do que se tratava, contudo eles falavam de um destino de glória assentados ao lado do trono da glória, enquanto Jesus falava não do prestígio de um reino secular mas do destino sacrificial que marcaria o apostolado daqueles discípulos e em especial, de Tiago Maior.
De Barros apresenta o significado da palavra batismo que aqui significaria imersão nos sofrimentos sacrificiais pelo qual Jesus haveria de passar.

Semelhantemente, a palavra "batismo" aparece aqui como referência a imersão nos sofrimentos de Sua morte sacrificial, experiência sobre a qual Jesus já vaticinara aos seus discípulos em ocasião anterior (Lc 12.50).

O professor Aramis faz referência ao texto bíblico que Jesus já havia vaticinado que havia uma paixão com a qual se angustiava por se realizar, essa paixão, a Paixão de Cristo, o sacrifício vicário, a imersão nos sofrimentos sacrificiais era o batismo pelo qual haveria de passar.

"Tenho, porém um batismo com o qual hei de ser batizado, e quanto me angustio até que o mesmo se realize!"

Tiago afirmou que poderia passar pelo mesmo batismo, e Jesus vaticinou a seu respeito que ele provaria do mesmo cálice, o batismo da morte, o martírio pela fé.
De Barros, citando William S. McBirnie, afirma que Tiago Maior fora o primeiro dos apóstolos a ser morto pela causa do Evangelho. Corroborado pelo relato de Lucas, o apóstolo é morto pelas ordens de Herodes Agripa I.

E por aquele mesmo tempo o rei Herodes [Agripa I] estendeu as mãos sobre alguns da igreja, para os maltratar; e matou à espada Tiago [Maior], irmão de João. E, vendo que isso agradara aos judeus, continuou, mandando prender também a Pedro. E eram os dias dos ázimos.

De Barros nos explica que:

O historiador Eusébio, por exemplo, baseando-se na Hypotyposes, a obra perdida de Clemente de Alexandria, conta-nos acerca da existência de um delator, responsável pelo aprisionamento e pelo julgamento que levaria Tiago à sentença capital.

Ainda segundo Aramis de Barros, martírio corrobora-se pela obra Sacred and Legendary Art, a cerca de lendas sobre o martírio de Tiago, escrito por Anna Jamerson:

Entretanto os maldosos judeus, cada vez mais enfurecidos, tomaram consigo a Tiago e, amarrando-o trouxeram-no ante ao tribunal de Herodes Agripa. Um daqueles que o arrastara até ali, … converteu-se e suplicou-lhe que o permitisse morrer ao seu lado. … Assim, foram ambos decapitados e morreram.

De Barros questiona o fato de Tiago Maior ter sofrido "pena capital, enquanto a outros apóstolos apenas a prisão e meras advertências". Defende a tese, apoiado em relatos de pregações em Espanha, narrados por McBirnie, indicando que ter se tornado alvo de perseguição mais cruel "indica que o apóstolo, assim como vemos no relato dos Evangelhos, representava uma personalidade de grande notoriedade no meio eclesiástico da primeira metade do século I".

### Testemunhos a respeito de Paulo
I Clemente, uma carta escrita pelo bispo de Roma, Clemente, por volta do ano 90 d.C. relata o seguinte sobre Paulo:

"Por causa de inveja e brigas, Paulo, pelo exemplo, mostrou a recompensa da resistência paciente. Após ele ter sido preso por sete vezes, ter sido exilado, apedrejado e ter pregado no ocidente e no oriente, ele recebeu o reconhecimento que era o prêmio da sua fé, tendo ensinado a retidão para o mundo inteiro e tendo chegado aos confins do ocidente. E quando ele já tinha dado seu testemunho perante os governantes, partiu deste mundo e foi para um lugar sagrado, tendo encontrado um notável padrão de resistência paciente. (Clemente de Roma)

Comentando sobre esta passagem, Raymond Brown escreve que, ainda que ela não afirme categoricamente que Paulo foi martirizado em Roma, "...algo assim é a mais provável interpretação". Eusébio de Cesareia, que escreveu no século IV, afirma que Paulo foi decapitado durante o reino do imperador romano Nero. Este evento tem sido datado ou no ano de 64, quando Roma foi devastada por um incêndio, ou alguns anos depois, em 67 Lactâncio, João Crisóstomo e Sulpício Severo concordam com a alegação de Eusébio de que Pedro e Paulo morreram no governo de Nero. O apócrifo Atos de Pedro sugere que Paulo sobreviveu a Roma e viajou para o oeste, para a Hispânia.

### Testemunhos a respeito de Pedro

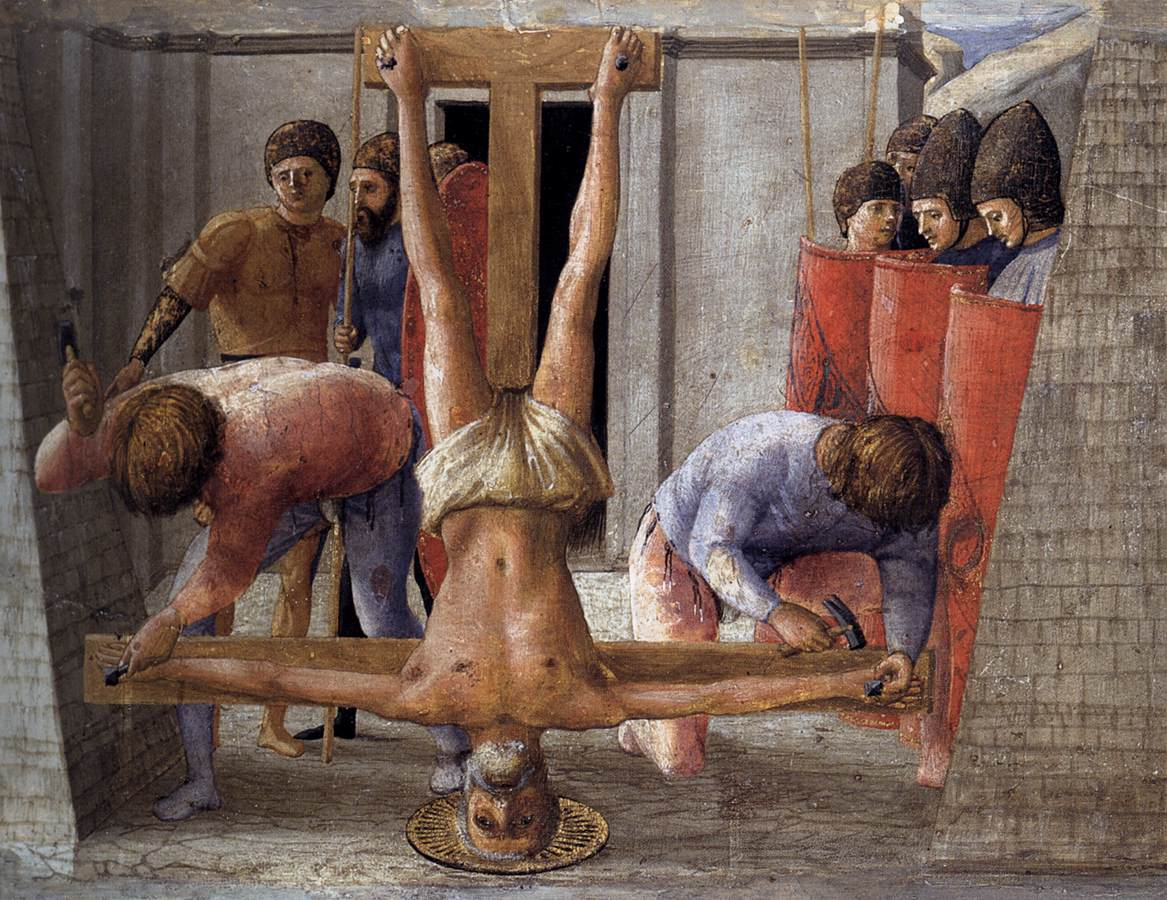
“Crucificação de São Pedro”, por Masaccio – Galeria de Arte de Berlim.

O bispo Dionísio de Corinto, em extrato de uma de suas cartas aos romanos (170):

"Tendo vindo ambos a Corinto, os dois apóstolos Pedro e Paulo nos formaram na doutrina do Evangelho. A seguir, indo para a Itália, eles vos transmitiram os mesmos ensinamentos e, por fim, sofreram o martírio simultaneamente."

Gaio, presbítero romano, em 199:

"Posso mostrar-vos os troféus (túmulos) dos Apóstolos. Caso queirais ir ao Vaticano ou à Via Ostiense, lá encontrareis os troféus daqueles que fundaram esta Igreja."

Orígenes (185 - 253) responsável pela Escola Catequética de Alexandria afirmou:

"Pedro, ao ser martirizado em Roma, pediu e obteve que fosse crucificado de cabeça para baixo"

"Pedro, finalmente tendo ido para Roma, lá foi crucificado de cabeça para baixo."

Ireneu (130 - 202), Bispo de Lião (nascido em Izmir atual Turquia) referiu:

"Para a maior e mais antiga a mais famosa Igreja, fundada pelos dois mais gloriosos Apóstolos, Pedro e Paulo." e ainda "Os bem-aventurados Apóstolos portanto, fundando e instituindo a Igreja, entregaram a Lino o cargo de administrá-la como bispo; a este sucedeu Anacleto; depois dele, em terceiro lugar a partir dos Apóstolos, Clemente recebeu o episcopado."
"Mateus, achando-se entre os hebreus, escreveu o Evangelho na língua deles, enquanto Pedro e Paulo evangelizavam em Roma e aí fundavam a Igreja."

Tertuliano (155–222) falou da morte de Pedro em Roma:

"A Igreja também dos romanos publica - isto é, demonstra por instrumentos públicos e provas - que Clemente foi ordenado por Pedro."
"Feliz Igreja, na qual os Apóstolos verteram seu sangue por sua doutrina integral!" - e falando da Igreja Romana, "onde a paixão de Pedro se fez como a paixão do Senhor."
"Nero foi o primeiro a banhar no sangue o berço da fé. Pedro então, segundo a promessa de Cristo, foi por outrem cingido quando o suspenderam na Cruz."

Eusébio (263–340) Bispo de Cesareia, escreveu muitas obras de teologia, exegese, apologética, mas a sua obra mais importante foi a História Eclesiástica, onde ele narra a história da Igreja das origens até 303. Refere-se ao ministério exercido por Pedro:

"Pedro, de nacionalidade galileia, o primeiro pontífice dos cristãos, tendo inicialmente fundado a Igreja de Antioquia, se dirige a Roma, onde, pregando o Evangelho, continua vinte e cinco anos Bispo da mesma cidade."

Epifânio (315–403), Bispo de Constância (também foi Bispo de Salamina e Metropolita do Chipre) fala da sucessão dos Bispos de Roma:

"A sucessão de Bispos em Roma é nesta ordem: Pedro e Paulo, Lino, Cleto, Clemente etc..."

Doroteu de Tiro, (255–362) professor de Eusébio de Cesareia:

"Lino foi Bispo de Roma após o seu primeiro guia, Pedro."

Optato de Milevo, século IV, discutindo sobre a sucessão episcopal em Cartago:

"Você não pode negar que sabe que na cidade de Roma a cadeira episcopal foi primeiro investida por Pedro, na qual Pedro, cabeça dos Apóstolos, a ocupou."

Cipriano (martirizado em 258), bispo de Cartago (norte da África), escreveu a obra "A Unidade da Igreja" (De Ecclesiae Unitate), onde diz:

"A cátedra de Roma é a cátedra de Pedro, a Igreja principal, de onde se origina a unidade sacerdotal."

Santo Agostinho (354 - 430):

"A Pedro sucedeu Lino, a Lino Clemente."

### Testemunhos a respeito de João
Segundo DeBarros, foi o apóstolo que usou exaustivamente o termo grego martúria (testemunha) e do verbo martureo (testemunhar); não dispersou com a prisão de Jesus, mas presenciou seu julgamento no sinédrio, e ainda fez entrar a Pedro; presenciou o crudelissimum taeterrimunque suplicium.
Sobre a possível permanência em Jerusalém até a morte de Maria, DeBarros apresenta registros da História Eclesiástica (Nicéforo) 2,2; cita o apócrifo A Morte de Maria, que apontam para o sepultamento no Vale de Josafá, em Jerusalém; e aponta para a Igreja Nossa Senhora de Josafá, construída pelos bizantinos por fruto desta tradição. Acrescenta a isto o fato de Tiago Maior, filho de Maria, ter se convertido após a morte de Jesus e se tornado líder da igreja de Jerusalém.

"Apressa-te, portanto, em vir ter conosco, pois cremos ser isso de grande proveito. Ademais, há por aqui algumas mulheres que desejam ver Maria (mãe de Jesus), as quais, dia após dia, anseiam deixar-nos para se dirigirem até onde estás, de sorte que possam não apenas vê-la, mas também tocar os seios que amamentaram o Senhor Jesus e, igualmente, inquiri-la acerca de outros assuntos em particular.

Se me permitires, desejo muito subir a Jerusalém, a fim de ver os santos fiéis que aí se encontram, especialmente Maria, a mãe, aquela que dizem ser objeto de grande admiração e afeição por todos." (Trecho da epístola de Inácio de Antioquia dirigida a João)

Contudo DeBarros relata a existência de registros de permanência em Éfeso, conforme dados do Primeiro Concílio de Éfeso, tratando das análises do termo Teótoco e/ou Cristótoco atribuídos a Maria. Neste concílio, é definido que ali estivera antes de viajar ao Monte Coresso, onde ela falecera aos 64 anos.
Segundo bispo Polícrates de Éfeso em 190 (atestada por Eusébio de Cesareia na sua História Eclesiástica, 5, 24), o Apóstolo faleceu em Éfeso.

### Testemunho a respeito de Bartolomeu
O historiador Aramis C. de Barros explica a respeito de Bartolomeu que "vários escritos tradicionais da Igreja, como o apócrifo Evangelho de Bartolomeu, apresentam o apóstolo como enviado ao Oriente, mais especificamente à índia, onde teria deixado uma cópia do Evangelho de Mateus, escrito em hebraico".
De Barros cita o historiador Rufino, nos seguintes trechos:

"Panteno, filósofo de formação estoica, segundo tradições alexandrinas (...) era de tão notória erudição, tanto bíblica como secular que, atendendo às solicitações das autoridades, foi enviado como missionário à índia, por Demétrio, Bispo de Alexandria. Naquele lugar, descobriu que Bartolomeu, um dos doze Apóstolos, já havia anunciado o Senhor Jesus e difundido o Evangelho de Mateus. Ao retornar a Alexandria, Panteno trouxe consigo esta obra, escrita em caracteres hebraicos." 

De Barros, apresenta a crença dos ortodoxos que Bartolomeu teria exercido "seu ministério na índia, levando consigo um exemplar do Evangelho Segundo Mateus, a fim de auxiliá-lo em suas ministrações". Contudo explica que o termo Índia para aqueles dias era usado "para se referirem a lugares diversos como a Arábia, Etiópia, Líbia, Partia, Pérsia e Média", podendo se referir mais precisamente, a o que é hoje a Etiópia e a Arábia. De Barros usa o argumento do Dr. Edgard Goodspeed em seu livro The Twelve:

"Ainda que tenhamos em mente que o termo 'índia' era empregado de uma forma razoavelmente ampla naqueles tempos, a afirmação de que Bartolomeu lá esteve como missionário, achando um 'Evangelho de Mateus em Hebraico', faz certo sentido. Eusébio declara, em sua História Eclesiástica (v.10.12) que, ao tempo da ascensão do imperador Cômodo em 180 A.D., Panteno, mestre e expoente da Igreja de Alexandria, foi enviado como missionário à longínqua índia, onde Bartolomeu já havia pregado e deixado um certo Evangelho de Mateus em língua hebraica (...)."

E explica De Barros que o apócrifo O Martírio do Santo e Glorioso Apóstolo Bartolomeu refere-se à Índia como "uma região que abrangia desde a Etiópia até a Média".

## Testemunho indireto

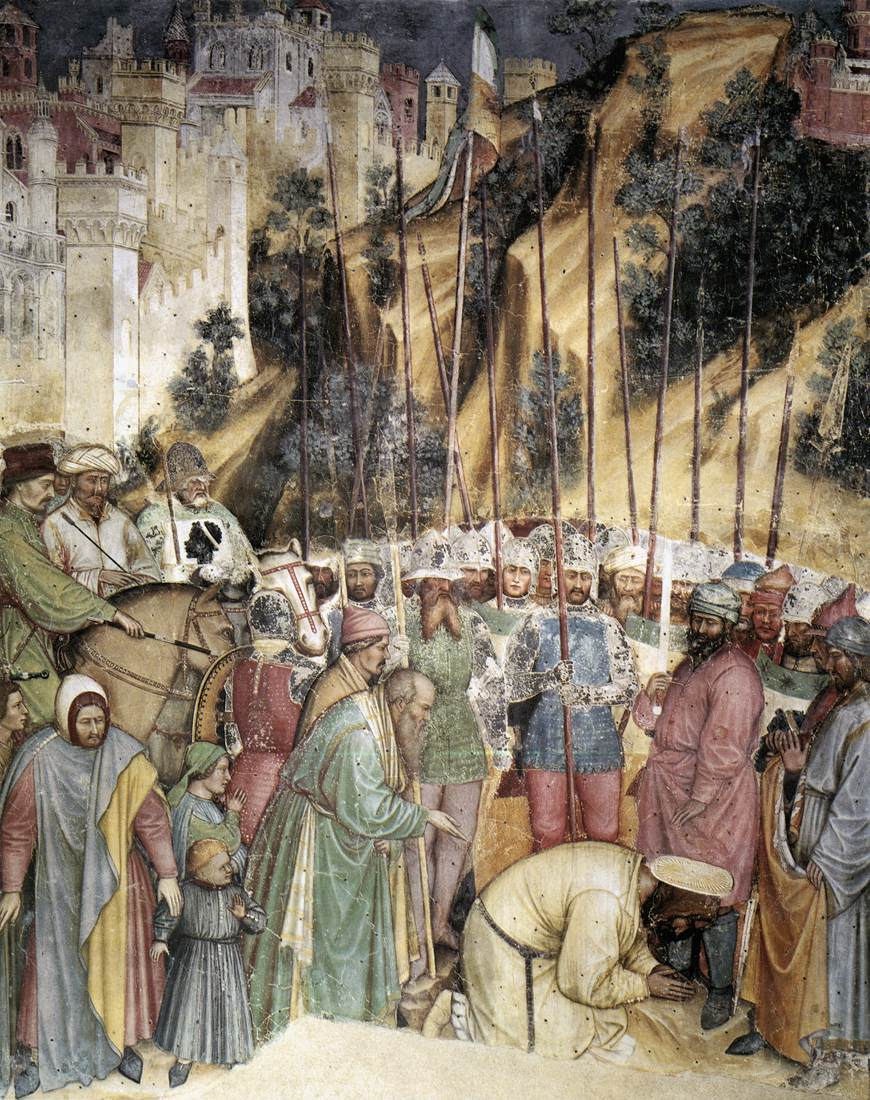
Afresco na Capela de San Giorgio retrata a decapitação de São Jorge – O martírio de São Jorge é citado por Eusébio de Cesareia.

O testemunho também é considerado um dos pontos primordiais para homologação da autoridade do evangelho. Sem o testemunho de um patriarca da Igreja cristã, há de se considerar outros fatores para a aceitação dos livros Novo Testamento, por exemplo.

### Testemunho de Papias
Papias dá testemunho a respeito da autoridade do evangelho segundo Mateus, e a respeito disso a TEB, versão francesa, o aponta como uma testemunha ocular que relatou identificando-se com a Igreja do seu tempo, sem se preocupar em demonstrar o retorno ao período de Jesus, mas como quem relata de curta memória para “hoje” algo que participou e conta para sua comunidade:

A mais antiga tradição eclesiástica (Papias, c. 150) o identifica com o apóstolo Mateus-Levi. Grande número de Padres (Orígenes, Jerônimo de Estridão...) segue essa opinião. (...) Em toda a obra, o autor se manifesta como um judeu letrado, convertido ao cristianismo, versado nas escrituras, um mestre na arte de fazer “compreender” Jesus, insistindo sempre nas conseqüências práticas de seu ensinamento. (...) deve ter sido escrito na Síria ou na Fenícia. Por conta dos traços polêmicos contra o judaísmo ortodoxo que se afirmou na assembléia de Jamnia, c. 80, geralmente se data o evangelho entre os anos 80-90. (..) Ao interpelar a sua Igreja, Mateus pouco se importa com reproduzir ao pé da letra a linguagem do tempo de Jesus; identifica-se tão bem com a voz de sua Igreja, da qual é intérprete, que dificilmente se consegue ouvir a “testemunha ocular”. Em vez de recorrer a ele para reconstituir uma história do tempo de outrora, é mister ler nele o evangelho da atual comunidade de Mateus.

A respeito do evangelho segundo Marcos, Papias atribui o relatado a João Marcos, companheiro de Paulo e Barnabé, segundo testemunho e convivência com os que haviam estado com Jesus:

Por volta do ano 150, Papias, bispo de Hierápolis, atesta a atribuição do segundo evangelho a Marcos, “intérprete” de Pedro em Roma. O livro teria sido composto em Roma, depois da morte de Pedro (prólogo antimarcionita de século II, Ireneu) ou ainda durante sua vida (segundo Clemente de Alexandria). Quanto a Marcos, foi identificado como João Marcos, originário de Jerusalém (At 12,12), companheiro de Paulo e Barnabé (At 12,25; 13,5.13; 15,37-39; Cl 4,10) e, a seguir, de Pedro em “Babilônia” (isto é, provavelmente, em Roma) segundo 1Pd 5,13.
A relação do livro com o ensinamento de Pedro é mais difícil de determinar. A expressão de Papias (interprete de Pedro) não é clara. Contudo, mais do que os pormenores descritivos e a feição de testemunha ocular, o lugar nele ocupado por Pedro testemunha em favor de uma tradição petrina. Dentre o grupo dos Doze, só se destacam Tiago e João, como fiadores, ao que parece, do testemunho de Pedro. Este nem por isso é poupado.
As recordações não provêm diretamente de uma memória individual. Formuladas primeiro em vista das necessidades da pregação, da catequese, da polêmica ou da liturgia das Igrejas, elas têm suas raízes no testemunho dos primeiros discípulos.

Sobre essa apresentação centrada em Papias, a TEB acrescenta que Marcos trouxe a visão dos primeiros cristãos, a admiração e a interpelação sobre quem seria aquele que operava sinais miraculosos, e o que deveria fazer quem pretendia dar testemunho de tais acontecimentos.

Ele conseguiu manter viva, inapagável, a visão de uma existência movimentada, difícil de compreender. Afinal, quem é este homem? A tal pergunta, Marcos traz  resposta dos primeiros crentes, que foram as testemunhas primeiras. Mas, para quem se contentasse em repetir esta resposta, ele reaviva a questão e lembra que a fé se comprova pelo engajamento incondicional do seguimento de Jesus.

### Testemunho de Irineu
Irineu fora discípulo de Policarpo, e por sua vez, Policarpo fora discípulo de João, que por sua vez havia sido discípulo de Jesus, e que participou dos acontecimentos ocorridos ao Mestre de Nazaré, e além de ter escrito a respeito dele, testemunhou oralmente a seus sucessores.

O quarto evangelho será difundido no Egito a partir da primeira metade do século II, como o atestam alguns fragmentos encontrados recentemente. Diversos autores, como Inácio de Antioquia, Justino e outros, fazem uso de temas tipicamente joaninos. Pode-se concluir que, longe de ter ficado confinado a uma seita esotérica, o evangelho foi recebido na Igreja e gozava de uma autoridade que o situava como contraponto aos sinóticos. Isso é claramente formulado por Ireneu (Ad. Haer. 3,1.1). Ele é o primeiro a chamar o autor pelo nome de João: “O discípulo do Senhor, aquele que repousou no seu peito, publicou o Evangelho durante sua estada em Éfeso na Ásia. Irineu dizia ter tomado essa informação de Policarpo, do qual fora discípulo.

O testemunho de Irineu também atribui autoridade ao evangelho segundo Lucas, sendo que ele atribuiu ao autor deste evangelho, o nome de Lucas.

O nome de Lucas lhe é atribuído por uma tradição da qual a mais antiga testemunha conhecida é Irineu, no fim do século II. Trata-se de um médico, que Paulo cita em Cl 4,14; Fm 24; 2Tm 4,11. Muitos acreditavam encontrar confirmação dessa identidade na precisão com que as doenças são descritas: mas já ficou demonstrado que, naquela época, todo homem estava em condições de fazer isso. Quanto às relações com Paulo, não é possível apreciá-las com clareza no evangelho.

### Testemunho de Hegesipo por Eusébio de Cesareia
Sobre o martírio de Tiago, o justo:

Depois do martírio de Tiago e a tomada de Jerusalém, que ocorre logo a seguir, é tradição que os apóstolos e discípulos do Senhor, que ainda viviam, reuniram-se de todas as pertes em um mesmo lugar com os que eram da família do Senhor, segundo a carne, e todos celebraram um conselho sobre quem seria julgado digno de suceder a Tiago, e todos, por unanimidade, decidiram que Simão, o filho de Clopas, era digno do trono daquela igreja, por ser primo do Salvador.

Sobre o martírio de Simão:

Depois de Nero e Domiciano, refere uma tradição, voltou a levantar-se uma perseguição contra nós por causa de levantes populares. Sebemos que nela Simão, o filho de Clopas, do qual já declaramos ter sido o segundo bispo da igreja de Jerusalém, terminou sua vida no martírio.

Citando Hegesipo, Eusébio retrata o martírio de Simão:

A partir disso, evidentemente alguns hereges acusam a Simão, o filho de Clopas, por ser descendente de Davi e cristão, e assim sofre o martírio na idade de 120 anos, sob o imperador Trajano e o governador Ático.